# Nimba Mining Compagny
La Nimba Mining Compagny ou NMC SA est l'une des principales entreprises de la république de Guinée.

## Histoire
Par décret en date du 4 août 2025, le président Mamadi Doumbouya a procédé à la création d’une nouvelle entité minière nationale, chargée de l’exploitation de la bauxite sur une superficie de 690,20 km² dans la préfecture de Boké.
Cette décision intervient à la suite du retrait de la concession précédemment détenue par la Guinea Alumina Corporation (GAC), pour non-respect des dispositions du Code minier de la république de Guinée. La concession a été intégralement transférée à la nouvelle structure, conformément aux orientations stratégiques de l’État visant à garantir une exploitation responsable et bénéfique des ressources minières nationales,.

## Organisation
La Nimba Mining Compagny SA est dotée de la personnalité juridique, de l'autonomie financière et de gestion. Elle est placée sous la tutelle technique du ministère des mines et sous la tutelle financière du ministère des finances.